# Бойко Леонід Сергійович
Леоні́д Сергі́йович Бо́йко (нар. 7 грудня 1928, село Городище, нині — частина міста Марганець, Нікопольського району Дніпропетровської області) — критик, кандидат філологічних наук.

## З життєпису
Народився 7 грудня 1928 року в селі Городище, Нікопольського району, Дніпропетровської області.
Закінчив факультет журналістики Київського державного університету імені Тараса Шевченка. Учасник німецько-радянської війни. Нагороджений орденами та медалями.
Автор книжок «Сенс життя людського», «Згусток неспокою», «Пилип Капельгородський. Нарис життя і творчості», «Історико-революційна проза П. Капельгородського», «Подвижник духу» (Документи і факти з життя Бориса Антоненка-Давидовича), «З когорти одержимих» («Життя і творчість Б. Антоненка-Давидовича в літературному процесі XX ст.», один з авторів колективних видань: «Діалектика художнього пошуку. Літературний процес 60-х — 80-х років», «20-ті роки: літературні дискусії, полеміки», «З порога смерті… Письменники України — жертви сталінських репресій», «Історія української літератури XX століття», а також численних статей.

## Публікації
- ЯК РОЗПИНАЛИ ІВАНА ДЗЮБУ